# Winter-Universiade 1962/Ski Alpin
Bei der Winter-Universiade 1962 wurden 8 Wettbewerbe im Ski Alpin ausgetragen.

## Bilanz

### Medaillenspiegel
| Platz  | Land           | Gold | Silber | Bronze | Gesamt |
| ------ | -------------- | ---- | ------ | ------ | ------ |
| 1      | BR Deutschland | 6    | 2      | 1      | 9      |
| 2      | Frankreich     | 2    | 2      | 3      | 7      |
| 3      | Österreich     | –    | 2      | 4      | 6      |
| 4      | Finnland       | –    | 1      | –      | 1      |
| 4      | Norwegen       | –    | 1      | –      | 1      |
| 6      | Japan          | –    | –      | 1      | 1      |
| Gesamt | Gesamt         | 8    | 8      | 9      | 25     |

### Medaillengewinner
Männer
| Disziplin    | Gold                | Silber              | Bronze              |
| ------------ | ------------------- | ------------------- | ------------------- |
| Slalom       | Willy Bogner junior | Ulf Ekstam          | Masayoshi Mitani    |
| Riesenslalom | Fritz Wagnerberger  | Willy Bogner junior | Walter Kutschera    |
| Abfahrt      | Philippe Mollard    | Walter Kutschera    | Willy Bogner junior |
| Kombination  | Willy Bogner junior | Philippe Mollard    | Manfred Köstinger   |

Frauen
| Disziplin    | Gold                | Silber              | Bronze                           |
| ------------ | ------------------- | ------------------- | -------------------------------- |
| Slalom       | Cécile Prince       | Barbara Henneberger | Annie Famose                     |
| Riesenslalom | Barbara Henneberger | Astrid Sandvik      | Annie Famose Gertraud Ehrenfried |
| Abfahrt      | Barbara Henneberger | Gertraud Ehrenfried | Cécile Prince                    |
| Kombination  | Barbara Henneberger | Cécile Prince       | Gundl Sernetz                    |